# Хілла
Хілла (араб. الحلة) (також Ель-Хілла, Ал-Хілла, Аль-Хілла) — місто в центральній частині Іраку, адміністративний центр мухафази Бабіль. Місто розташоване на лівому березі річки Євфрат, майже за 100 км (62 милі) на південь від Багдаду, на висоті 21 м над рівнем моря. Кількість населення на 2010 рік становила близько 544 тис. осіб. Хілла розташована поруч із старовинними містами: Вавилон, Борсіппа та Кіш.